# Frederick (Maryland)
Frederick is een plaats (city) in de Amerikaanse staat Maryland, en valt bestuurlijk gezien onder Frederick County.

## Demografie
Bij de volkstelling in 2000 werd het aantal inwoners vastgesteld op 52.767.
In 2006 is het aantal inwoners door het United States Census Bureau geschat op 58.882, een stijging van 6115 (11,6%).

## Geografie
Volgens het United States Census Bureau beslaat de plaats een oppervlakte van
52,9 km², geheel bestaande uit land. Frederick ligt op ongeveer 89 m boven zeeniveau.
Zestien kilometer ten zuiden van de plaats ligt de berg Sugarloaf Mountain.

## Plaatsen in de nabije omgeving
De onderstaande figuur toont nabijgelegen plaatsen in een straal van 12 km rond Frederick.